# كارلوس ميسا (دراج)
كارلوس ميسا (بالإسبانية: Carlos Mesa)‏ هو دراج كولومبي، ولد في 21 أغسطس 1955.

## وصلات خارجية
- كارلوس ميسا على موقع أرشيف الدراجات (الإنجليزية)
- كارلوس ميسا على موقع أوليمبيديا (الإنجليزية)